# Ophiopsila annulosa
Ophiopsila annulosa is een slangster uit de familie Ophiocomidae. De wetenschappelijke naam van de soort werd in 1857 gepubliceerd door Michael Sars.

## Beschrijving
Ophiopsila annulosa is een grote slangster met lange, gestreepte armen die gedeeltelijk begraven leeft in grindbodems. De armen zijn gestreept met licht- en donkerbruin en er is een netvormig gevlekt patroon van bruin zichtbaar op de schijf. De armstekels zijn afgeplat en gerangschikt in groepen van 11 à 12 stuks. De tentakelschubben zijn langer dan die van Ophiopsila aranea en uitzonderlijk groot, waardoor ze de buisvoeten ondersteunen wanneer het dier aan het eten is. Het centrale lichaam heeft een diameter van 14 mm met armen die ongeveer 10 keer de schijfdiameter zijn.

## Verspreiding en leefgebied
Deze soort werd beschreven vanuit het Italiaanse Napels. Het komt voor in de Middellandse Zee en de aangrenzende Atlantische Oceaan tot aan het noorden van West-Schotland. Deze soort heeft strikte vereisten wat betreft zijn leefgebied en leeft alleen in grof grind. Ondanks zijn grootte is hij onopvallend en trekt hij zich bij verstoring snel terug in het grind. Kan worden gevonden met de zee-egelsoort Echinocardium flavescens.